# Flavius Vegetius Renatus

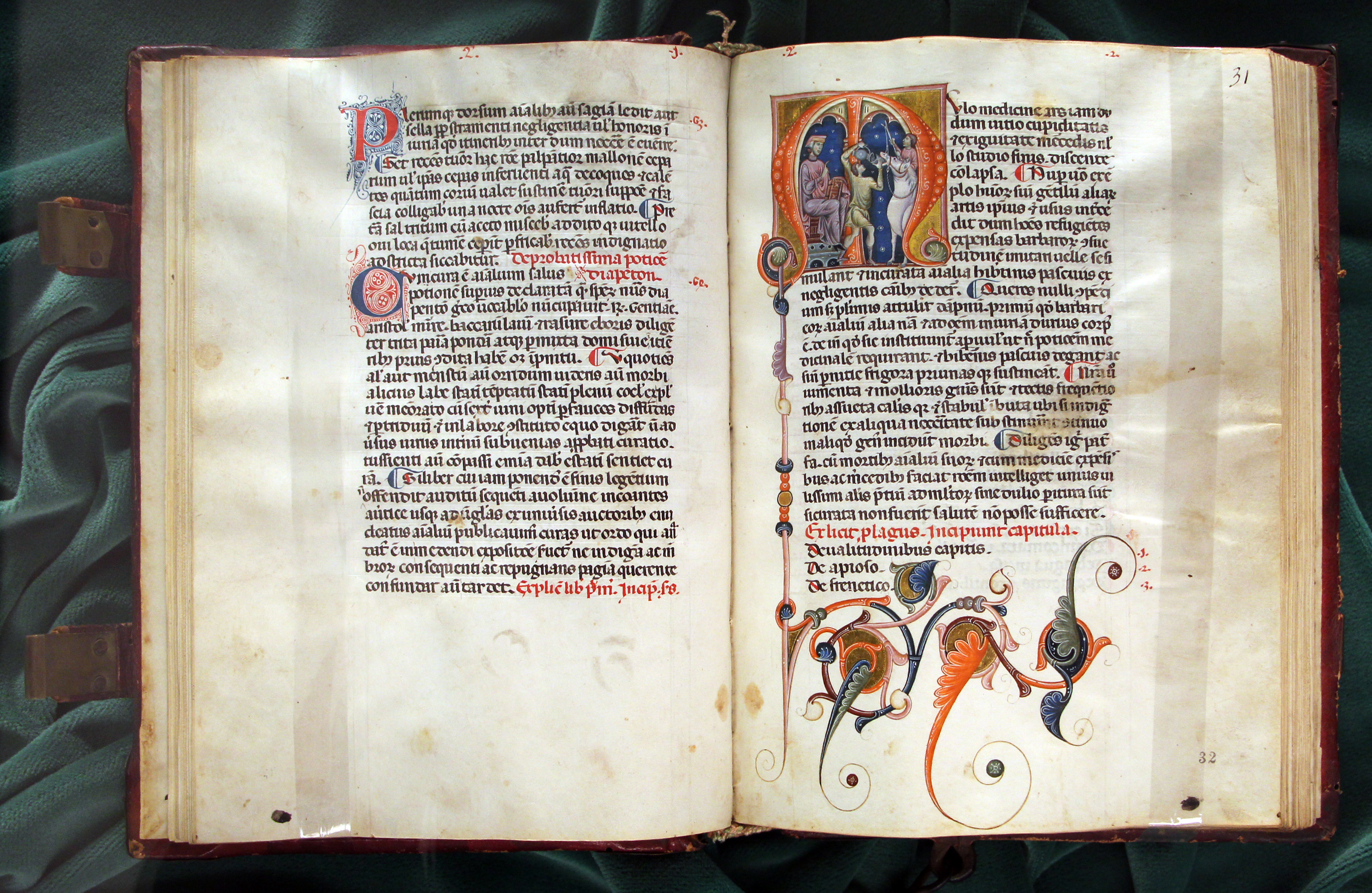
Mulomedicina (1250–1375 ca, Biblioteca Medicea Laurenziana, pluteo 45.19)

Publius Flavius Vegetius Renatus (4.–5. století), byl římský spisovatel zabývající se vojenskou a veterinární problematikou.

## Osoba
O jeho životě není známo téměř nic, badatelé se však shodují, že působil v západní říši. Připisují se mu dvě zachovaná díla, která mají podobný styl, ale odlišná témata: známější Epitoma rei militaris se věnuje římskému vojenství, Mulomedicina veterinární medicíně. Proto se lze zejména ve starší literatuře setkat s názorem, že jsou to dvě různé, i když současné osoby: Flavius Vegetius Renatus, který se věnoval vojenství a Publius Vegetius, který se zabýval veterinářstvím. Pro tento názor se však nenašly žádné doklady a je v současnosti opuštěn.
Pro datování jsou významné hlavně údaje z Epitoma: poslední událost, kterou zde zmiňuje, se odehrála roku 383 a nejstarší zmínka o knize pochází z roku 450. Kniha je věnována císaři, kterého většina badatelů ztotožňuje s Theodosiem Velikým (†395) a byla by tedy napsána krátce před jeho smrtí. Německý historik Otto Seeck jej ztotožnil s pozdějším císařem Valentinianem III. a knihu datoval do let 430–435.

## Dílo
Obě zachovaná díla vykazují řadu podobných znaků, obratů a především stejný styl práce. Obě mají velký význam pro poznání římského vojenství i lékařství jeho doby.
- Epitoma rei militaris, též De re militari („O vojenských záležitostech“) ve čtyřech knihách byla až do raného novověku velmi oblíbená a byla přeložena do mnoha jazyků včetně češtiny ještě před vynálezem knihtisku. Je to jakási encyklopedie vojenství, z velké části sestavená ze starších zdrojů. Na začátku až přehnaně vyzvedá kvality římské armády za raného císařství a kritizuje její úpadek ve své době. Dále pojednává o organizace armády, o opevňování a táborech, o výcviku a udržování disciplíny, o organizaci pochodů, o jízdě, o námořní válce, o zásobování a nemocech a o mnoha dalších věcech. Zvláštní pozornosti se těšil podrobný popis římských obléhacích strojů a sbírka strategických zásad a průpovídek.

- Digestorum artis mulomedicinae libri, čtyři knihy pojednávající o nemocech domácích zvířat, především koní a mezků.